# メロー・イエロー (アルバム)
『メロー・イエロー』（Mellow Yellow）は、イギリスのシンガーソングライター、ドノヴァンが1967年に発表した4作目のスタジオ・アルバム。ただし、当時は母国イギリスではリリースされなかった。

## 背景
本作に先行して1966年11月にアメリカ発売されたシングル「メロー・イエロー」のレコーディングには、ジョン・ポール・ジョーンズがベースの演奏及びブラス・セクションのアレンジで参加した。また、ポール・マッカートニーも、ドノヴァンがビートルズの楽曲「イエロー・サブマリン」の歌詞の一部を作ったことに対する返礼として、この曲のレコーディングに参加している。「ハウス・オブ・ヤンシュ」は、ドノヴァンのフィンガー・ピッキングのテクニックに影響を与えたバート・ヤンシュに捧げられた曲である。
ドノヴァンの母国イギリスでは前作『サンシャイン・スーパーマン』のリリースが遅れ、スケジュールの問題から本作のイギリス盤はリリースされず、アメリカのエピック・レコードから発売された。なお、イギリスでは1967年2月にシングル「メロー・イエロー」がリリースされ、同年6月にようやく『サンシャイン・スーパーマン』がリリースされている。

## 反響
アメリカ盤シングル「メロー・イエロー」はアメリカのBillboard Hot 100で2位に達し、遅れてリリースされたイギリス盤シングルは全英シングルチャートで8位に達した。そして、本作はBillboard 200で14位に達し、同チャートにおいて自身2度目のトップ20入りを果たした。

## リマスターCD
2005年にEMIからリリースされたリマスターCDには10曲のボーナス・トラックが追加された。それらのうち「Epistle to Dippy」と「Preachin' Love」は1967年にシングルのA面/B面曲としてリリースされて全米19位に達し、「There Is a Mountain」はシングルとして全米11位に達した曲で、残り7曲は未発表音源である。

## 収録曲
全曲ともドノヴァン作。
1. メロー・イエロー - "Mellow Yellow" – 3:41
2. ライター・イン・ザ・サン - "Writer in the Sun" – 4:30
3. 砂と泡 - "Sand and Foam" – 3:18
4. オブザヴェーション - "The Observation" – 2:21
5. ブリック・シティ・ウーマン - "Bleak City Woman" – 2:21
6. ハウス・オブ・ヤンシュ - "House of Jansch" – 2:43
7. ヤング・ガール・ブルース - "Young Girl Blues" – 3:47
8. ミュージアム - "Museum" – 2:56
9. ハムステッド・インシデント - "Hampstead Incident" – 4:41
10. サニー・サウス・ケンジントン - "Sunny South Kensington" – 3:49

### 2005年リマスターCDボーナス・トラック
1. "Epistle to Dippy" – 3:10
2. "Preachin' Love" – 2:38
3. "Good Time" – 3:11
4. "There Is a Mountain" – 2:39
5. "Superlungs" {Second Version} – 3:15
6. "Epistle to Dippy" {Alternate Arr.} – 3:09
7. "Sidewalk (The Observation)" {Demo} – 2:26
8. "Writer in the Sun" {Demo} – 3:28
9. "Hampstead Incident" {Demo} – 3:49
10. "Museum" {Demo} – 3:48